# Esteban de Borbón
Esteban de Borbón, en latín Stephanus de Borbone o en francés Étienne de Bourbon (¿? - 1256) fue un inquisidor dominico del siglo XIII, quien escribió la recopilación más importante de su siglo de ejemplos para la predicación, el Tractatus de diversis materiis predicabilibus, los llamados exempla.

## Biografía y obras
Formó parte de los dominicos de París de 1217 a 1223. Aproximadamente entre 1223 y 1250 ocupó el cargo de predicador general, lo que le permitió recorrer la región de Lyon (que entonces era parte del Imperio Germánico), la Borgoña, la Lorena, el Forez, el Macizo Central, la diócesis de Valence, el Rosellón y los Estados de Saboya.
Esteban de Borbón se convirtió en uno de los primeros inquisidores. Redactó un catálogo de los errores de la fe, lista que fue utilizada por otros, como Bernardo Gui, en el siglo XIV, en su Manual del Inquisidor.
ElTractatus de diversis materiis predicabilibus, redactado hacia 1250, contiene más de 3000 relatos, de orígenes diversos. Actualmente se encuentra en la Sorbona, atado con cadenas para evitar el robo.